# The Flicker
The Flicker je experimentální film amerického hudebníka a režiséra Tonyho Conrada. Jde o klíčové dílo strukturálního filmu. Conrad mohl dílo vytvořit díky Jonasi Mekasovi, který mu daroval svitek filmů a pomohl mu sehnat kameru Bolex. Film je složen pouze z pěti rámečků: jednoho varovného, dvou s titulky („Tony Conrad uvádí“ a druhý „The Flicker“), jednoho bílého a jednoho černého. V upozornění na začátku filmu bylo uvedeno, že sledování filmu může způsobit epileptický záchvat a jeho sledování tak každý podstupuje na vlastní nebezpečí. Toto upozornění zůstává na plátně téměř tři minuty a až následně je uveden samotný film. Conrad strávil navrhováním filmu (výpočty a grafy souvisejícími s časováním rámečků) několik měsíců, zatímco samotné natočení bylo realizováno v řádu dní.
Vůbec poprvé byl uveden dne 14. prosince 1965 ve Film-Makers' Cinemathèque v New Yorku, avšak jednalo se o nedokončenou verzi. Úplná verze byla uvedena na témže místě dne 13. února 1966 (pouhý den po dokončení). Při každém promítání filmu v Cinemathèque byl v sále přítomen lékař. V září 1966 byl snímek uveden na čtvrtém ročníku Newyorského filmového festivalu v Lincolnově centru. Sám Conrad vytvořil v osmdesátých letech na počítači Amiga digitální verzi filmu. Původní film byl zničen, avšak díky Mekasově instituci Anthology Film Archives byla jiná kopie snímku zachráněna.